# Charlotte Chavatipon
Charlotte Chavatipon (* 13. April 2002) ist eine US-amerikanische Tennisspielerin.

## Karriere
Chavatipon spielt hauptsächlich Turniere auf der ITF Women’s World Tennis Tour, wo sie aber bislang noch keinen Titel gewonnen hat.
2019 erreichte sie bei den French Open im Juniorinneneinzel als Qualifikantin mit einem 6:3 und 6:0-Sieg über Sada Nahimana die zweite Runde, wo sie dann allerdings gegen Elsa Jacquemot mit 6:74, 6:1 und 3:6 verlor. Im Juniorinnendoppel verlor sie mit Partnerin Charlotte Owensby bereits in der ersten Runde gegen Sada Nahimana und Wong Hong-yi mit 1:6, 6:3 und [13:15]. Anschließend gewann sie den Dameneinzeltitel bei den J1 Lambaré. Bei den US Open erhielt sie eine Wildcard für das Juniorinneneinzel, scheiterte aber bereits in der ersten Runde mit 2:6 und 3:6 an der argentinischen Qualifikantin Ana Geller. Im Juniorinnendoppel konnte sie mit Partnerin Alexandra Yepifanova ebenfalls nicht die zweite Runde erreichen. Die beiden verloren ihr Auftaktmatch gegen Alina Tscharajewa und Marta Custic mit 3:6 und 0:6.
2021 erreichte sie als Qualifikantin die zweite Runde des mit 60.000 US-Dollar dotierten LTP Tennis. Beim ebenfalls mit 60.000 US-Dollar dotierten Berkeley Tennis Club Women’s Challenge trat sie mit ihrer Partnerin Chanelle Van Nguyen das Erstrundenmatch im Doppel gegen Usue Maitane Arconada und Louisa Chirico nicht an.
2022 trat sie mit Partnerin Dia Ewtimowa bei der Carinthian Ladies Lake’s Trophy an. Die beiden verloren aber bereits ihr Erstrundenmatch gegen Lea Bošković und Lina Gjorcheska mit 4:6 und 4:6.
2023 erhielt sie zusammen mit ihrer Partnerin Sabina Sejnalowa eine Wildcard für das Hauptfeld im Damendoppel der ATX Open, ihrem ersten Turnier der WTA Tour.

## College Tennis
Sie spielt seit 2020 im College Tennis für die Damenmannschaft der Longhorns der University of Texas at Austin.